# Bill Nye
 (septembre 2020).
Si vous disposez d'ouvrages ou d'articles de référence ou si vous connaissez des sites web de qualité traitant du thème abordé ici, merci de compléter l'article en donnant les références utiles à sa vérifiabilité et en les liant à la section « Notes et références ».
Pour les articles homonymes, voir Nye.
William Sanford Nye, dit Bill Nye et connu comme « Bill Nye The Science Guy », né à Washington (district de Columbia) le 27 novembre 1955, est un vulgarisateur scientifique américain, également comédien, animateur de télévision et ingénieur en mécanique. Il est surtout connu comme animateur de l'émission pour enfants Bill Nye The Science Guy (1993-1998) de Walt Disney Educational Productions et pour ses nombreuses apparitions ultérieures dans les médias de vulgarisation scientifique.
Il a reçu en 2010 le prix de l'« Humaniste de l'Année » de la part de l'Association humaniste américaine.
En 2025, le président Joe Biden lui remet la Médaille présidentielle de la Liberté.

## Bill Nye dans la culture populaire
Bill Nye est une figure importante du paysage audiovisuel américain : il est apparu aux côtés de Neil deGrasse Tyson dans la série Stargate Atlantis (05x16), ainsi que dans les séries télévisées Numb3rs (02x11 / 03x08 / 04x15), The Big Bang Theory (07x07 / 12x01), The Neighbors (02x20), et plus récemment Blindspot (03x20) (04x18).
Il est également interprété par Peter Shukoff (Nice Peter) dans la saison 3 des Epic Rap Battles of History, le temps d'un  « clash » fictif qui l'oppose à Isaac Newton. 
Il était aussi l'homme qui démontrait les expériences dont parlait Doc Brown dans le dessin animé Retour vers le futur.
Il apparaît comme le père de l’agent spécial Patterson dans la série Blindspot, dans l'épisode 20 de la saison 3,.